# Stefano Gabbana
Stefano Gabbana (Milano, 14 novembre 1962) è uno stilista e imprenditore italiano, fondatore insieme a Domenico Dolce della casa di moda Dolce & Gabbana.

## Biografia
È nato a Milano, secondogenito, da una modesta famiglia di origine veneta (il padre di Cessalto, la madre di Ceggia). Ha compiuto studi di grafica e nel 1981 avvia il suo sodalizio professionale con l'allora compagno di vita Domenico Dolce, con il quale nel 1984 apre uno studio di consulenza stilistica. L'anno successivo Dolce e Gabbana presentano la loro prima collezione moda a Milano. Il successo ottenuto dai due stilisti rende il marchio uno dei più celebri nel campo della moda, al punto che nel 2004 vengono nominati nell'ambito degli Elle Style Award come migliori designer internazionali.

Logo di Dolce & Gabbana

Benché continuino a lavorare insieme, nel 2004 la relazione sentimentale fra i due stilisti è terminata. Stefano Gabbana è stato testimonial della campagna pubblicitaria televisiva della Lancia Ypsilon. Al marzo 2013 per la rivista Forbes è il 16° uomo più ricco d'Italia (2 mld di dollari) e il 736° uomo più ricco del mondo.